# Schmitt Pál

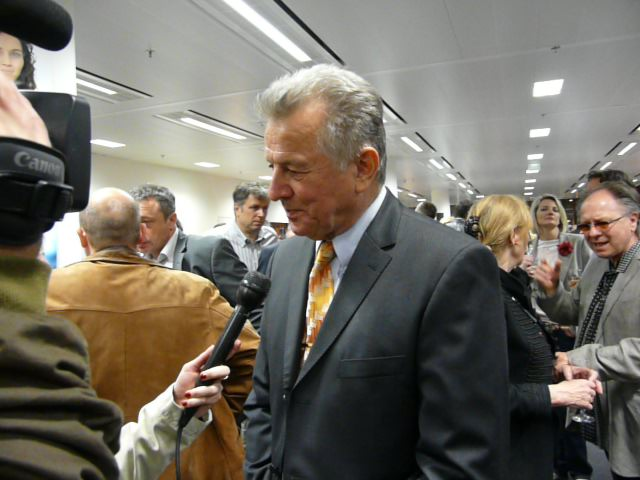
Schmitt Pál 2010. április 11-én

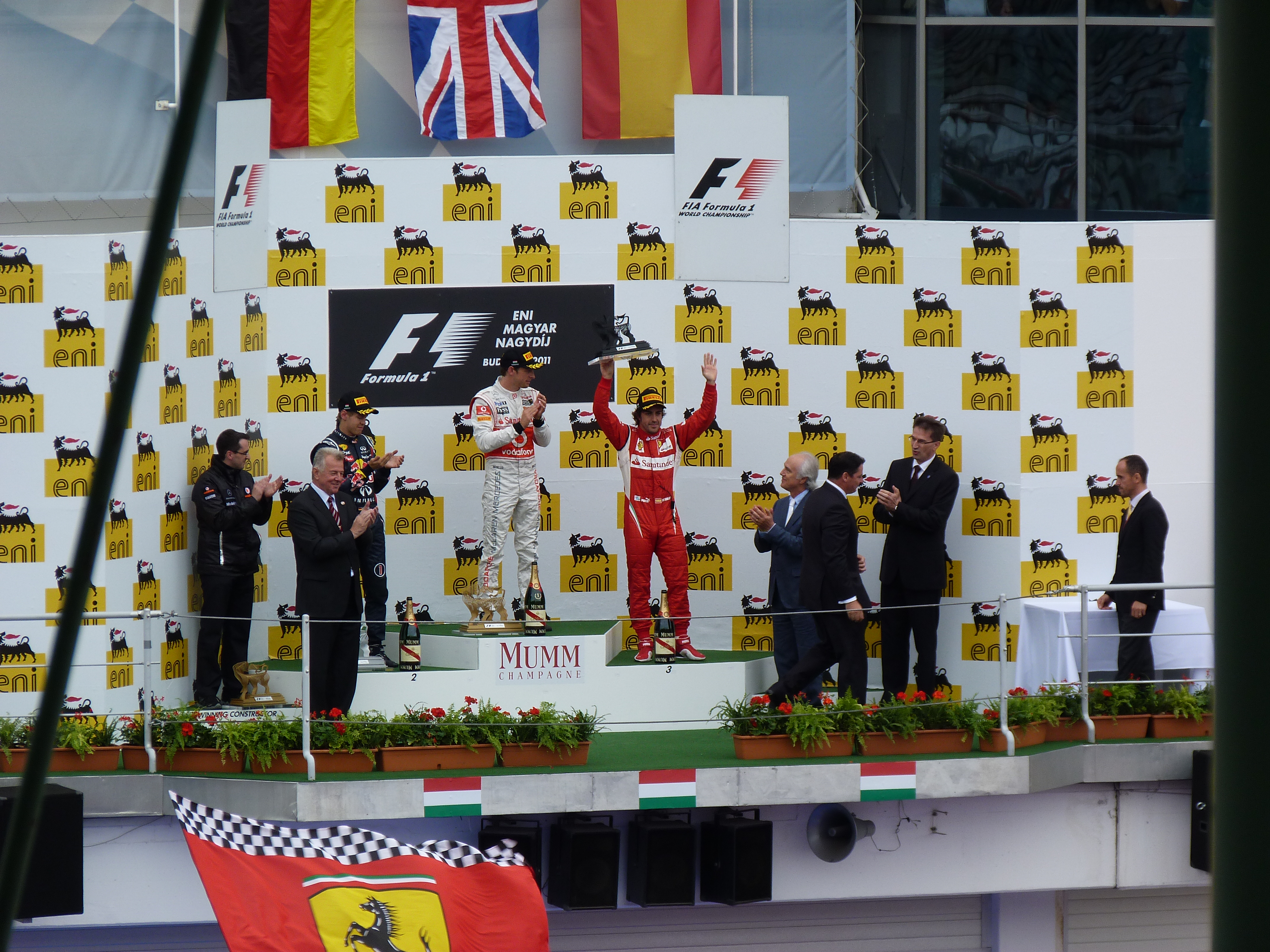
Schmitt Pál 2011. július 31-én a Formula–1 magyar nagydíj eredményhirdetésén

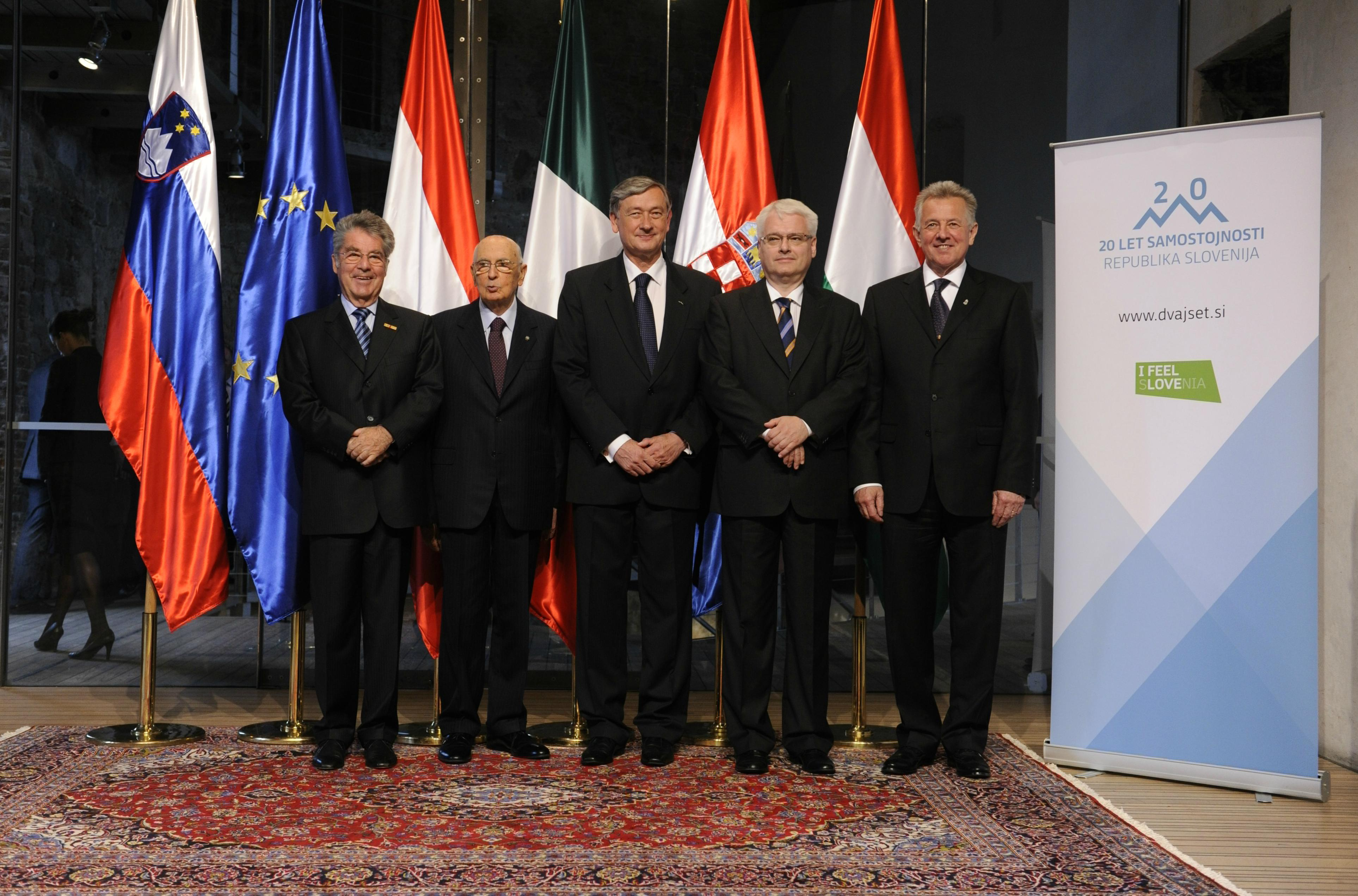
Heinz Fischer, Giorgio Napolitano, Danilo Türk, Ivo Josipović és Schmitt Pál Szlovéniában. (2011)

Schmitt Pál (Budapest, 1942. május 13. –) a Nemzet Sportolója címmel kitüntetett kétszeres olimpiai bajnok párbajtőrvívó (1968, 1972), sportdiplomata, diplomata, közgazdász, politikus, 1983 és 2010 között a Magyar Olimpiai Bizottság főtitkára, majd elnöke, 1995 és 1999 között a Nemzetközi Olimpiai Bizottság alelnöke, 2010 és 2012 között Magyarország köztársasági elnöke.
2012-ben nagy vihart kavaró plágiumügybe keveredett, amikor a HVG hetilap kiderítette, hogy kisdoktori disszertációja majdnem teljes egészében más szerzők műveinek szó szerinti fordítása. Március 29-én a Semmelweis Egyetem szenátusa visszavonta doktori címét, április 2-án lemondott államfői tisztségéről, megtartva a volt államfőknek járó, nagy összegű életjáradékot. Schmitt továbbá az egyetlen olyan magyar köztársasági elnök, aki hivatali ideje alatt egyetlenegy törvényt sem küldött vissza a parlamentnek és egy törvény esetében sem kért előzetes normakontrollt az Alkotmánybíróságtól.

## Életpályája

### Tanulmányai
1960-ban érettségizett. Utána felvették a Marx Károly Közgazdaságtudományi Egyetem belkereskedelem szakára, ahol 1965-ben diplomázott. 1992-ben a Testnevelési Egyetemen védte meg egyetemi doktori disszertációját, ugyanitt 1994-től címzetes egyetemi tanár.

### Sportolói pályafutása
1955-ben kezdte párbajtőrvívó pályafutását a Budapesti Vörös Meteorban, illetve annak jogutódjaiban, a VM Egyetértésben és az MTK-VM-ben. Első öttusaversenye 1958-ban volt Székesfehérváron. Párbajtőrözőként 1958 és 1960 között háromszor nyert aranyérmet a felnőtt csapatbajnokságban. 1962-ben állhatott első alkalommal dobogóra a magyar egyéni bajnokságon. Pályafutása alatt kétszer (1967, 1968) nyert magyar bajnokságot egyéniben.
1965 és 1976 között 130 alkalommal szerepelt a magyar párbajtőrvívó-válogatottban. Az 1965-ös budapesti universiadén csapatban aranyérmes lett. 1966-ban a világbajnokságon ötödik volt csapatban. Első nemzetközi sikerét 1967-ben érte el, amikor a magyar párbajtőrcsapat tagjaként világbajnoki bronzérmes lett. Az 1968-as mexikóvárosi olimpián B. Nagy Pállal, Fenyvesi Csabával, Kulcsár Győzővel és Nemere Zoltánnal olimpiai bajnok lett a párbajtőrcsapat tagjaként. Az egyéni versenyben nem szerepelt.
1969-ben ezüstérmes volt a világbajnokságon csapatban. 1970-ben csapatvilágbajnok; ezt a sikerét 1971-ben is megismételte. Legnagyobb egyéni sikere a világkupa-győzelem volt 1971-ben. Az 1972-es müncheni olimpián a párbajtőrcsapattal sikerült megismételnie az olimpiai győzelmet, ekkor Erdős Sándorral, Fenyvesi Csabával, Kulcsár Győzővel és Osztrics Istvánnal. A párbajtőr csapatverseny során a döntőben Svájc ellen két győzelem volt a mérlege. Az egyéni versenyben a harmadik körben kiesett.
A világbajnokságokon csapatban 1973-ban ezüst-, 1974-ben és 1975-ben bronzérmes volt. Részt vett az 1976-os montréali olimpián is, ahol az 1972-essel megegyező összetételű párbajtőrcsapattal 4. helyezést ért el. Az egyéni versenyben nem indult. A válogatottól 1976-ban, az aktív versenysporttól 1977-ben vonult vissza, mert sokszor fájt a keze.
1968-ban, 1971-ben és 1972-ben tagja volt az év magyar csapata választáson első helyen végzett férfi párbajtőr-válogatottnak.

### Visszavonulása után
1964-ben 4 hónapos felfüggesztett szabadságvesztésre ítélte a bíróság súlyos közlekedési vétség miatt, minthogy mindössze kéthetes jogosítvány birtokában kocsijával megcsúszott, és nekiment egy másik autónak, amelynek egyik utasa 8 napon túl gyógyuló sérülést szenvedett, valamint a kocsiban 2000 forintos anyagi kár keletkezett. Mindennek írásos nyoma maradt egy 1969-ben rögzített, a vívószövetséggel foglalkozó állambiztonsági jelentésben is. Későbbi köztársasági elnökké választását követően egyes sajtóorgánumok az ítélet tényét a jelentést megadva forrásként nyilvánosságra hozták, annak részletezése nélkül (mivel a jelentésben csak az ítélet ténye szerepelt, oka nem).
Diplomájának megszerzése után a Hungarhotels Vállalatban kapott állást szállodai munkatársként. 1972 novemberétől kinevezték az Astoria Szálló igazgatóhelyettesévé. 1980-ban kivált a szállodaiparból. 1981-ben a Népstadion és Intézményei (NSI) főigazgatójává nevezték ki, e tisztségben 1983-ig maradt.

## Közéleti pályafutása

### Sporttisztviselői pályafutása
A Magyar Olimpiai Bizottságban első fontos tisztségét 1983-tól töltötte be. Ekkor választották a testület főtitkárává. 1989-ben a testület elnöke lett. 2006-ban aktív politikai részvétele miatt kritika érte, de a MOB elnökségének tagjai újra megerősítették elnöki tisztségében. A MOB elnökeként 2008-ban a Nemzeti Sportszövetségtől Az év sportvezetője díjat kapta meg. 1985 és 1990 között a Magyar Olimpiai Akadémia Tanácsának elnöke volt.
1983-ban beválasztották a Nemzetközi Olimpiai Bizottság (NOB) tagjai sorába. 1991-ben a NOB végrehajtó bizottságának tagja lett 1995-ig, amikor NOB-alelnökké választották. E posztjáról 1999-ben távozott, amikor megválasztották a NOB protokollfőnökévé. Emellett 1995-től a NOB Sport és Környezetvédelmi Bizottságának elnöki tisztét is betöltötte. 2001-ben indult a NOB elnöki posztjáért, a 4. helyen végzett. 2007 áprilisában Jacques Rogge elnök felkérésére ő vette át az ENSZ környezetvédelmi díját, „A Föld védelméért” díjat, amelyet a NOB-nak ítéltek. 1999–2007 között az Olimpikonok Világszövetségének (World Olympians Association) elnöke is volt.

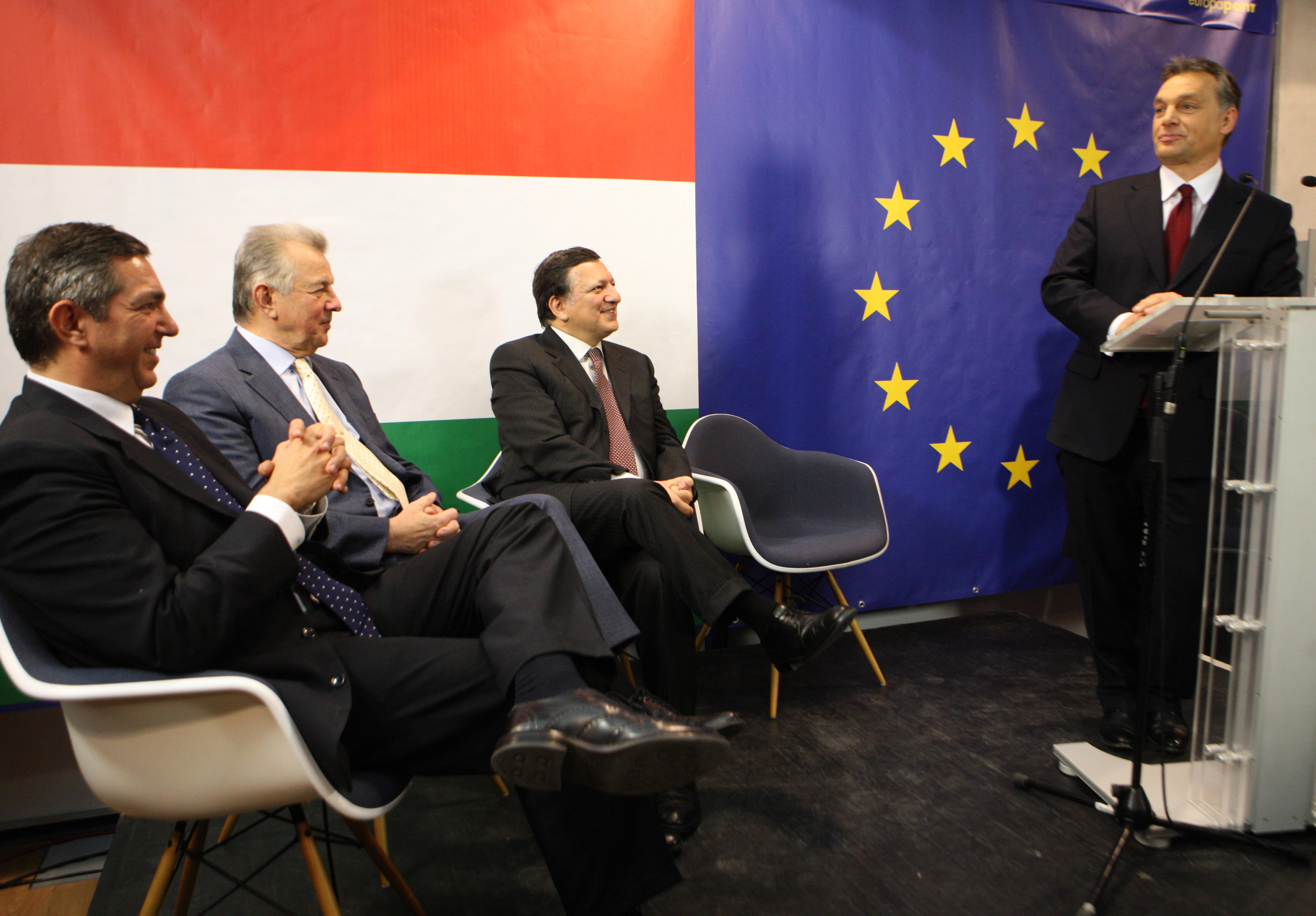
Az Európa Pont ünnepélyes avatásán: Sztávrosz Lambrinídisz, az Európai Parlament alelnöke, Schmitt Pál, a Magyar Köztársaság elnöke és José Manuel Barroso, az Európai Bizottság elnöke Orbán Viktor magyar miniszterelnök beszédét hallgatja 2011. január 7-én

 2022 májusában betöltötte a 80. életévét, ami a NOB-tagságának automatikus  elvesztésével járt. Ugyanekkor a NOB tiszteletbeli tagjának választották.
Köztársasági elnökké választása után 2010. augusztus 5-én lemondott MOB-elnöki tisztjéről. 2010. november 20-án Borkai Zsolt MOB-elnökké választása mellett Schmitt a Magyar Olimpiai Bizottság tiszteletbeli elnöke lett.
2017-ben pályázott a NOB végrehajtó bizottsági tagságára, de nem választották be.
1983 és 1986 között a Magyar Népköztársaság sportot irányító központi hatóságának, az Országos Testnevelési és Sporthivatalnak (OTSH) az elnökhelyettese volt miniszterhelyettesi rangban, ebbe az időszakba esett a Magyarország által politikai okokból bojkottált 1984. évi nyári olimpiai játékok (Los Angeles) is. Az olimpiai részvételről szóló szavazáson azonban nem vett részt.

### Diplomáciai pályafutása
Diplomáciai pályafutása 1993-ban kezdődött, amikor kinevezték madridi nagykövetnek, később 1995-ben akkreditálták Andorrába is. 1997-ben, négyéves megbízatásának lejártával hívták vissza mindkét helyről. 1998-ban megbeszélést kezdeményezett a Magyar Szocialista Párttal, felajánlva, hogy a párt képviseletében indul a budapesti főpolgármester-választáson. Még ebben az évben kiküldték Bernbe, úgyszintén nagyköveti rangban (1999-ben akkreditálták Liechtensteinbe is). Kovács László akkori külügyminiszter 2002-ben hívta vissza, miután Schmitt bejelentette, hogy indul Budapest főpolgármesteri tisztségéért. Formálisan független jelöltként indult, de ténylegesen az akkori parlamenti ellenzék két pártja, a Fidesz és a Magyar Demokrata Fórum támogatta. A második helyen végzett a Szabad Demokraták Szövetsége által indított Demszky Gábor mögött, a szavazatok 35,85%-ával.

### Politikai szerepvállalása
2002-ben budapesti főpolgármester-jelöltként indult, és minden fórumon hangoztatta függetlenségét, és hogy a Fideszhez semmi köze; később támogatásukat elismerte, de tagadta a közvetlen kapcsolatot. 2003-ban bejelentette, hogy belép a Fideszbe, majd ugyanebben az évben megválasztották a párt egyik alelnökévé. A 2004-es EP-választáson pártja listavezetője volt, az Európai Parlament tagjává választották, és a Fidesz EP-delegációjának vezetője lett. Az EU–Horvátország Parlamenti Vegyesbizottságba delegált küldöttség elnöke és a kulturális és oktatási bizottság első alelnöke volt. A bizottság 2007. szeptember 10-én nagy többséggel fogadta el „A sport szerepe az oktatásban” című Schmitt-jelentést. 2007. május 19-én, miután megválasztották a 2009-es EP-választási kampány vezetőjének, bejelentette, hogy visszalép a pártalelnöki posztra való jelöltségtől. A 2009-es EP-választáson ismét mandátumot szerzett. Az Európai Néppárt képviselőcsoportja az Európai Parlament alelnöki tisztségére jelölte; megválasztása után az EP eddigi legmagasabb rangú magyar tisztségviselője. A 2010-es országgyűlési választáson a Fidesz–KDNP pártszövetség országos listáján indult, onnan szerzett mandátumot. Megválasztása után lemondott EP-képviselői székéről. Ezt követően a Fidesz képviselőcsoportja a 2010-ben megalakuló Országgyűlés elnökének jelölte. 2010. május 14-én választották meg.

### Köztársasági elnöki időszaka
Neve többször is felvetődött lehetséges köztársasági elnökként. Orbán Viktor, a Fidesz elnöke 2010. június 23-án Schmittet javasolta köztársasági elnöknek a Fidesz és a KDNP frakcióinak. Június 21-én hatvankét fideszes, illetve kereszténydemokrata képviselő jelölte. Nyolc nappal később, a névnapján az első fordulóban 263 szavazattal megválasztották köztársasági elnökké. Ellenfele, a Magyar Szocialista Párt által jelölt Balogh András 59 szavazatot kapott. Hivatalát augusztus 6-án vette át.
Elnökségének első hónapjaiban, 2010. december 31-ig Schmitt Pál közel száz, a Fidesz-KDNP többségű Országgyűlés által megszavazott törvényjavaslatot írt alá. Szakítva a korábbi köztársasági elnökök gyakorlatával, alkotmányos és politikai vétójogaival hivatali ideje alatt egyetlen esetben sem élt.
2010 novemberében egyik legfőbb céljaként a magyar nyelv megőrzését és ápolását nevezte meg elnöki beszédében, és kiemelte, hogy ezt törvény által tenné kötelezővé. A köztársasági elnök kijelentése szerint nyelvünk a magyarságunk és összetartozásunk egyik legfontosabb jelképe. 2011 márciusában Schmitt kijelentette, hogy 2011-től kezdődően meghirdeti és kiosztja „A magyar nyelvért” elnevezésű díjakat. Ezt az elkötelezettséget azonban több ízben is számosan megkérdőjelezték a Schmitt Pál és munkatársai tolla alól kikerülő egyes írások nyelvi és helyesírási hibái miatt. A KEH szóvivője szerint ezeknek egy részét Schmitt személyesen írta, de közel sem mindegyiket.
2011. május 27-én XVI. Benedek pápa a vatikáni Liszt-koncert előtt magánkihallgatáson fogadta Schmitt Pált, aki köztársasági elnöki minőségében vett részt a vatikáni eseményen. A találkozó megbeszélésein Schmitt Pál ismételten magyarországi látogatásra invitálta a pápát.
2012. március 27-én Schmitt Pál köztársasági elnök felszólalt a nukleáris biztonsággal foglalkozó szöuli csúcstalálkozón: „Magyarországnak nagyon fontos a nukleáris energia használatának biztonsága, s a magyar tudósok mindig fontos szerepet játszottak a nukleáris technológia, azon belül a biztonsági intézkedések fejlesztésében.”

#### A doctor universitatis címtől való megfosztása
2012. január 11-én HVG internetes oldalán a plágium vádját megfogalmazó cikk jelent meg az 1992-ben készült doktori disszertációja kapcsán. Schmitt Pál egy héttel később visszautasította a plágiumvádat. 2012. március 27-én nyilvánosságra hozták a Semmelweis Egyetem által felállított tényfeltáró bizottság eredményét.
A végleges megállapítások szerint a dolgozat 215 oldalából legkevesebb 201, a 7 táblázatból 7, a 2 ábrából 2 a francia nyelvű értekezés magyar fordítása. A testület megállapította a szokatlanul nagymérvű szövegegyezéseket. A bizottság a jelentést állásfoglalásra elküldte a nemzeti fejlesztési miniszternek.
A hivatalos tényfeltáró bizottság jelentésének nyilvánosságra hozatala után Schmitt Pál nyilatkozatában kijelentette, hogy a vizsgálati eredmény megerősítette őt korábbi döntésében és továbbra is posztján marad. A The Economist bővebben foglalkozott a témával, éles kritikát megfogalmazva az ügyet vizsgáló bizottsággal szemben.
2012. március 28-án az egyetem közreadta Fluck Ákos különvéleményét, ahol az összefoglalóban idézi az egyetemi doktorátus megszerzésének azt a kritériumát. 2012. március 29-én Tulassay Tivadar, a Semmelweis Egyetem rektora bejelentette, hogy a doktori tanács kezdeményezi Schmitt Pál doktori címének visszavonását, és még aznapra összehívja az egyetemi szenátust. Az egyetem szenátusa ugyanaznap 33:4 arányban elvette Schmitt Páltól a doktori címet.

#### Az államfői posztról történő lemondása
Schmitt Pál 2012. április 2-án az Országgyűlésben bejelentette lemondását az államfői posztról. A köztársasági elnök feladat- és hatásköreit Kövér László házelnök vette át ideiglenesen, az új államfő megválasztásáig, aki végül Áder János lett.

### Lemondása után
Bár Schmitt a plágiumügy során többször kijelentette, hogy egy új PhD értekezés megírására készül, mintegy „bizonyítandó, hogy van benne kitartás”, ezt a lemondása után sem kezdte el, igaz, a lemondás után több mint egy évig a SOTE a Schmitt által kezdeményezett felülvizsgálati eljárással vizsgálta meg a doktori cím visszavonásának jogosságát, amit végül szintén helyben hagyott. Schmitt a lemondás után igényt tartott az államfőknek járó szolgálati lakásra, mondván „ami jár, az jár”, de később ezt visszavonta „az ország gazdasági helyzetére” hivatkozva. Ezután egy II. kerületi lakópark albérletébe költözött feleségével, mivel a budaligeti házát egy észt diplomatacsaládnak adta ki megválasztásakor, noha amúgy öt ingatlan van a nevén, de 2014-ben egy új villát is vett, bár az nem derült ki mennyiért. Schmitt a lemondását követően aktív nyugdíjasként éli mindennapjait, motorozik, sporteseményeken szurkol, és fővédnökségeket is elvállal, miközben tárogatózásra is tud már időt szakítani.
Schmitt 2010-ben saját magáról elnevezett díjakat alapított „Dr. Schmitt Pál köztársasági elnök érdemérme” és „Dr. Schmitt Pál köztársasági elnök ezüstérme” nevekkel, melyeket utódja, Áder János 2013 decemberében szüntetett meg.
2013 májusában újra a NOB teljes jogú tagjává vált, habár a Nemzetközi Olimpiai Bizottság végrehajtó bizottsága figyelmeztetésben részesítette plágiumügye miatt.
2014. március 22-én egy rövid interjúban Schmitt bevallotta, hogy lemondott a beígért PhD megszerzéséről, mert idejét inkább egy könyv megírásának szenteli, mely a sportok a fenntartható fejlődésre és a környezetvédelemre gyakorolt hatásáról szólna. Ez lett volna a témája Schmitt beígért doktori munkájának is, de úgy fogalmazott, hogy ez a könyv számára legalább akkora dolog, mint egy PhD. Elmondása szerint angolul fogja a könyvét megjelentetni és egy éven belül tervezte a kiadását, de a könyv azóta sem jelent meg.
2014. november 20-án adták hírül, hogy Schmittet beválasztották A Nemzet Sportolója nevű 12 tagú testületbe, ahol Grosics Gyula halálával üresedett meg egy hely. A döntés jelentős közfelháborodást okozott, mivel sokak szerint Schmitt a plágiumügye miatt méltatlanná vált egy ilyen testület tagjává válni és számos más, erkölcsileg nem megkérdőjelezhető volt sportoló inkább megérdemelte volna a kiemelt státuszt. A kitüntető címmel havi nettó félmilliós juttatás jár, miközben Schmitt ezen felül jogosult az államfőknek járó tiszteletdíjra is, ami havi másfél millió forint. Bizonyos értesülések szerint Schmitt maga jelentkezett be a tisztségre, Portisch Lajos, a testület egyik tagja szerint a tagok közül hatan eleve Schmittet támogatták a jelöltségre, Kárpáti György pedig már hetekkel korábban nyíltan beszélt arról, hogy Schmitt lesz a befutó. Kulcsár Győző, a testület másik tagja még szeptemberben úgy nyilatkozott, hogy Schmitt megérdemelné a kitüntetést, mert politikai pályafutása és plágiumbotránya nem ejthet árnyékot Schmitt sportteljesítményére, valamint hogy a nemzet sportolója kitüntetésről nem politikai alapon döntenek.
2014. november 28-án meglepő riport jelent meg Schmitt-tel a Sport Plusz című lapban, ahol a volt elnök a valóságnak ellentmondva többek közt azt állította, hogy a SOTE nem is vonta vissza a kisdoktori címét, mert megnyerte a fellebbezési eljárást. Azonban az egyetem a 2013. május 15-én lezárult felülbírálati eljárása során kimondta, hogy Schmitt dolgozata nem felel meg a tartalmi és formai követelményeknek, ezért jogos volt a doktori cím visszavonása. A testület határozata kitért arra is, hogy Schmitt Pál meghallgatásával hozta meg a döntését, aki önként mondott le ezt követően a címéről. A volt elnök ezen kívül hosszan mesél az interjúban a pályafutásáról, az olimpiai bajnoki cím megszerzésének körülményeiről, a MOB-elnökségről, NOB-tagságról, de kitért arra is, hogy „megnyugvással tölti el, hogy az ő vezetése alatt lett az olimpiai mozgalom a magyar közélet meghatározó része”, valamint hogy ismét belevágna a politikai pályába, mert „semmit nem bánt meg!” Schmitt azzal összegzi a politikai pályafutását, hogy büszke a köztársasági elnöki éveire, mert aláírhatta az alaptörvényt, és „a politikában sikerült egy új stílust” bevezetnie.
2015. február 11-én egy másik rövid interjú jelent meg Schmitt-tel, amiben lemondásáról úgy nyilatkozott: „Semmilyen tanulsága nincsen számomra. Én büszkén, egyenes derékkal, és jó érzéssel mondtam le a mandátumomról, ezt a parlament elfogadta. Aztán részt vettem egy peres ügyben az egyetemmel szemben, amit megnyertem, és ők is deklarálták, hogy semmiféle etikai vétség nem történt. Következtetést nem vonok le belőle. Úgy éreztem annak idején, hogy jót cselekedtem.”
2015 októberében elnöke lett annak az uniós, Navracsics Tibor uniós biztos kezdeményezésére létrejött szakértői csoportnak, amelynek feladata, hogy elemezze a sport szerepét az Európai Unió külkapcsolataiban.
2017. május 12-én a Magyar Olimpiai Bajnokok Klubja és a Nagy Béla Hagyományőrző Egyesület szervezésében volt és jelenlegi sportolók köszöntötték az egy nappal korábban 80. esztendejébe lépett Rejtő Ildikót és az egy nappal később 75. születésnapját ünneplő Schmitt Pál kétszeres olimpiai bajnok vívókat. „Megtanultam, hogy egy olimpikon egész életére olimpikon, példakép marad, úgy kell élnie és viselkednie.”, mondta többek közt beszédében Schmitt, illetve sportolótársait méltatta a rendezvényen.

### Olimpiai Pályázati Bizottság
2015 februárjában a Magyar Olimpiai Bizottság (MOB) közgyűlése 125 igen és egy nem szavazat mellett elfogadta az Olimpiai Védnöki testület határozati javaslatát a 2024-es nyári olimpia és paralimpia megrendezésének lehetőségéről. 2016. január 14-én megalakult az Országgyűlés által a 2024-es budapesti olimpiai és paralimpiai pályázat megvalósításának támogatására létrehozott egyeztető, véleményező és javaslattevő testület, az Olimpiai Pályázati Bizottság. A javaslattevő bizottság elnöke Schmitt Pál a Nemzetközi Olimpiai Bizottság (NOB) tagja, a MOB tiszteletbeli elnöke lett. Az olimpiai pályázat emblémáját 2016. április 14-én Schmitt Pál, Tarlós István, Fürjes Balázs az Olimpiai Pályázati Bizottság elnöke, Szabó László és Chris Mattheisen leplezték le.

## Kitüntetései
A Köztársasági Elnöki Hivatal adatlapja szerint az alábbi kitüntetésekben részesült:
- A Magyar Köztársasági Érdemrend középkeresztje (1992)
- A spanyol Katolikus Izabella-rend nagykeresztje (1997)
- A japán Szent Kincs-rend(wd) arany-ezüst csillagja (1998)
- A Magyar Köztársasági Érdemrend nagykeresztje a lánccal (2010) „Magyarország köztársasági elnöke a Magyar Szent István Rend és a Magyar Érdemrend nagykereszt a nyaklánccal és az arany sugaras csillaggal fokozatának kitüntetettje.”[73]
- A Magyar Érdemrend nagykeresztje a nyaklánccal és az arany sugaras csillaggal (2011) „Magyarország köztársasági elnöke a Magyar Szent István Rend és a Magyar Érdemrend nagykereszt a nyaklánccal és az arany sugaras csillaggal fokozatának kitüntetettje.”[74]
- Magyar Szent István-rend (2011) „Magyarország köztársasági elnöke a Magyar Szent István Rend és a Magyar Érdemrend nagykereszt a nyaklánccal és az arany sugaras csillaggal fokozatának kitüntetettje.”[75] A díjat 2011-ben alapították, ezért nem vehette át hivatalba lépése évében.
- Hagelmayer István díj (2013)[76]
- A Nemzet Sportolója (2014)[58]

## Magánélete

### Családja
Nős, felesége Makray Katalin tornász, aki az 1964-es tokiói olimpián ezüstérmet szerzett felemás korláton. Három lánygyermekük (Gréta, Petra, Alexa) és hat unokájuk van, közülük Vigvári Vendel és Vigvári Vince válogatott vízilabdázók, 2023-tól mindketten felnőtt világbajnokok. Római katolikus vallású.

### Nyelvismerete
A KEH adatlapja szerint angol, német, francia, spanyol és orosz nyelven beszél.